# Volkssiegkanal
Der Volkssiegkanal (chinesisch 人民胜利渠; Pinyin: Rénmín Shènglì Qú; engl. People’s Victory Canal) ist ein 1951–52 erbauter Kanal am unteren Gelben Fluss im Norden der Provinz Henan am nördlichen Ufer des Flusses in der Nord-Henan-Ebene (豫北平原 Yùběi Píngyuán). 
Der Kanal beginnt im Dorf Qinchang 秦厂村 des Kreises Wuzhi. 
Es ist der erste große Bau eines Bewässerungsgebietes nach der Gründung der Volksrepublik China. Die Fläche des Volkssiegkanal-Bewässerungsgebietes (人民胜利渠灌区 Rénmín Shènglì Qú guànqū) beträgt 1.486 Quadratkilometer.